# Старый памятник Баху
Старый памятник Баху — памятная стела, посвящённая композитору и кантору хора святого Фомы Иоганну Себастьяну Баху, находящаяся в немецком городе Лейпциге в федеральной земле Саксония. Созданный в 1843 году по инициативе Феликса Мендельсона Бартольди, он считается первым официальным памятником Баху.

## Описание
Памятник Баху находится в опоясывающем внутренний город Лейпцига парке-променаде вблизи от изначального месторасположения школы св. Фомы и имеет вид своего рода табернакля — готической сложносочинённой колонны, увенчанной как бы дарохранительницей, украшенной по сторонам рельефными изображениями Баха и ангелов, и с навершием—крестоцветом.

## История
Идея воздвигнуть памятник Иоганну Себастьяну Баху была выдвинута в 1840 году композитором Феликсом Мендельсоном Бартольди — капельмейстером лейпцигского Гевандхауса, который уже в юности восхищался музыкой Баха. Проект памятника разработал дрезденский художник Эдуард Бендеман в сотрудничестве с Эрнстом Ритшелем и Юлиусом Хубнером. Исполнение было поручено Герману Кнауру (нем. Hermann Knaur, 1811—1872) — ученику Эрнста Ритшеля.
Чтобы собрать необходимые средства для возведения монумента, был организован ряд концертов в церкви св. Фомы: 6 августа 1840 года Мендельсон Бартольди соло сыграл 6 органных произведений Баха, добавив к ним собственные импровизации на баховские темы, и 4 апреля 1841 года исполнив Страсти по Матфею. В день торжественного открытия памятника 23 апреля 1843 года в Гевандхаусе был дан ещё один большой концерт с участием хора св. Фомы. Недостающую сумму внёс сам Феликс Мендельсон Бартольди.